# Хрватско Жариште
Хрватско Жариште (у периоду социјализма Партизанско Жариште, оригинално име Свињарица) је насељено мјесто у општини Крњак, на Кордуну, Карловачка жупанија, Република Хрватска.

## Историја
Хрватско Жариште се од распада Југославије до августа 1995. године налазило у Републици Српској Крајини. До територијалне реорганизације насеље се налазило у саставу бивше велике општине Карловац.

## Становништво
Хрватско Жариште је према попису из 2011. године имало 35 становника.
| Националност       | 1991. | 1981. | 1971. | 1961. |
| Срби               | 65    | 83    | 101   | 109   |
| Хрвати             | 1     | 1     |       | 9     |
| Југословени        |       | 1     |       |       |
| остали и непознато |       |       |       |       |
| Укупно             | 66    | 85    | 101   | 118   |

| Демографија | Демографија | Демографија |
| Година      | Становника  | Становника  |
| ----------- | ----------- | ----------- |
| 1961.       | 118         |             |
| 1971.       | 101         |             |
| 1981.       | 85          |             |
| 1991.       | 66          |             |
| 2001.       | 39          |             |
| 2011.       |             | 35          |